# Reconquête de l'Angola
Guerre néerlando-portugaise
Guerre de Restauration (Portugal)
Afrique portugaise
La reconquête de l'Angola, ou reconquête de l'Angola et de São Tomé, était une opération militaire luso-brésilienne pour reconquérir les territoires sur la côte de l'Angola et l'île de São Tomé, inséré dans la Guerre néerlando-portugaise.
L'épisode a eu lieu en Angola colonial et Sao Tomé colonial, à laquelle Histoire de l'Angola, Histoire de São Tomé et Príncipe, l'Histoire du Portugal et même l'Histoire du Brésil colonial. Il a eu lieu au milieu du XVIIe siècle, au cours duquel la figure du politicien et militaire luso-brésilien Salvador Correia de Sá e Benevides.

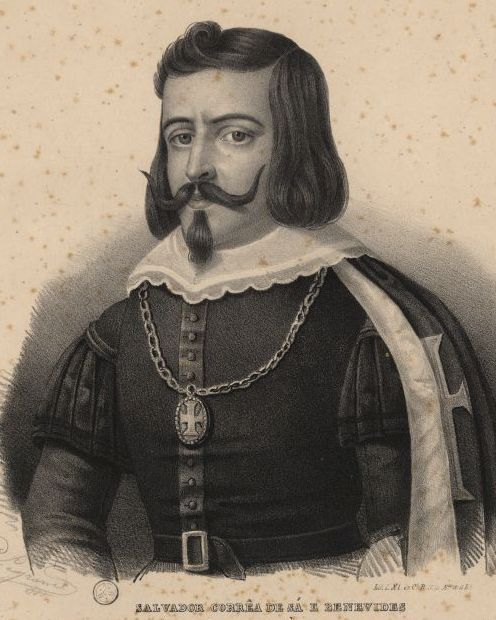
Salvador Correia de Sá e Benevides

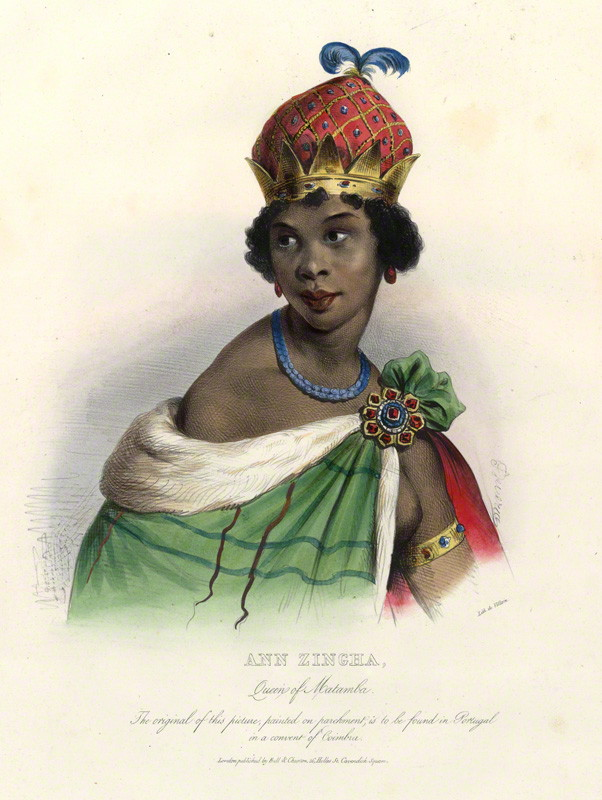
Reine Njinga du Ndongo et du Matamba

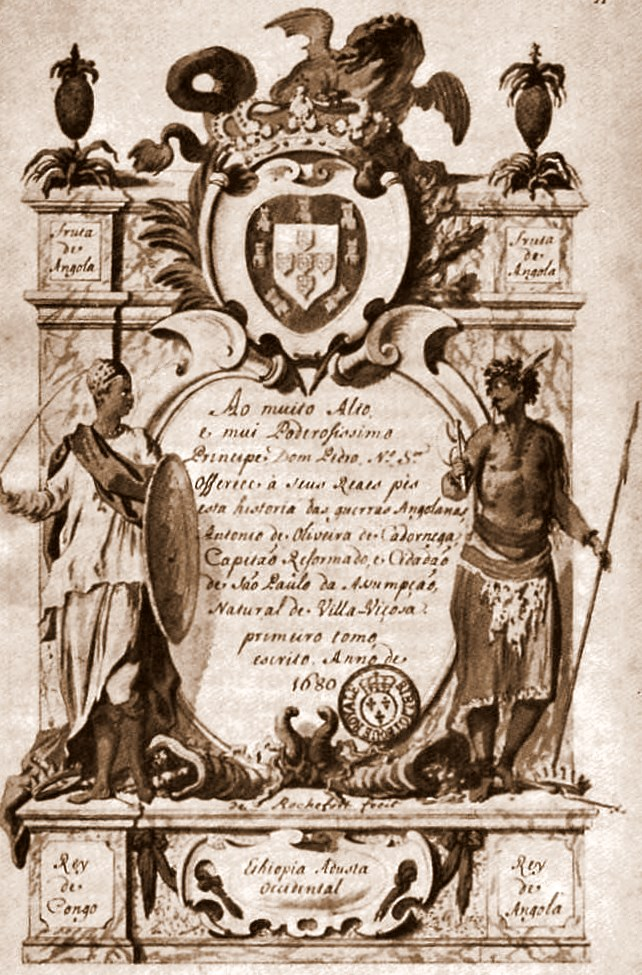
A História geral das guerras angolanas de Cadornega, écrite en 1680.

## Contexte

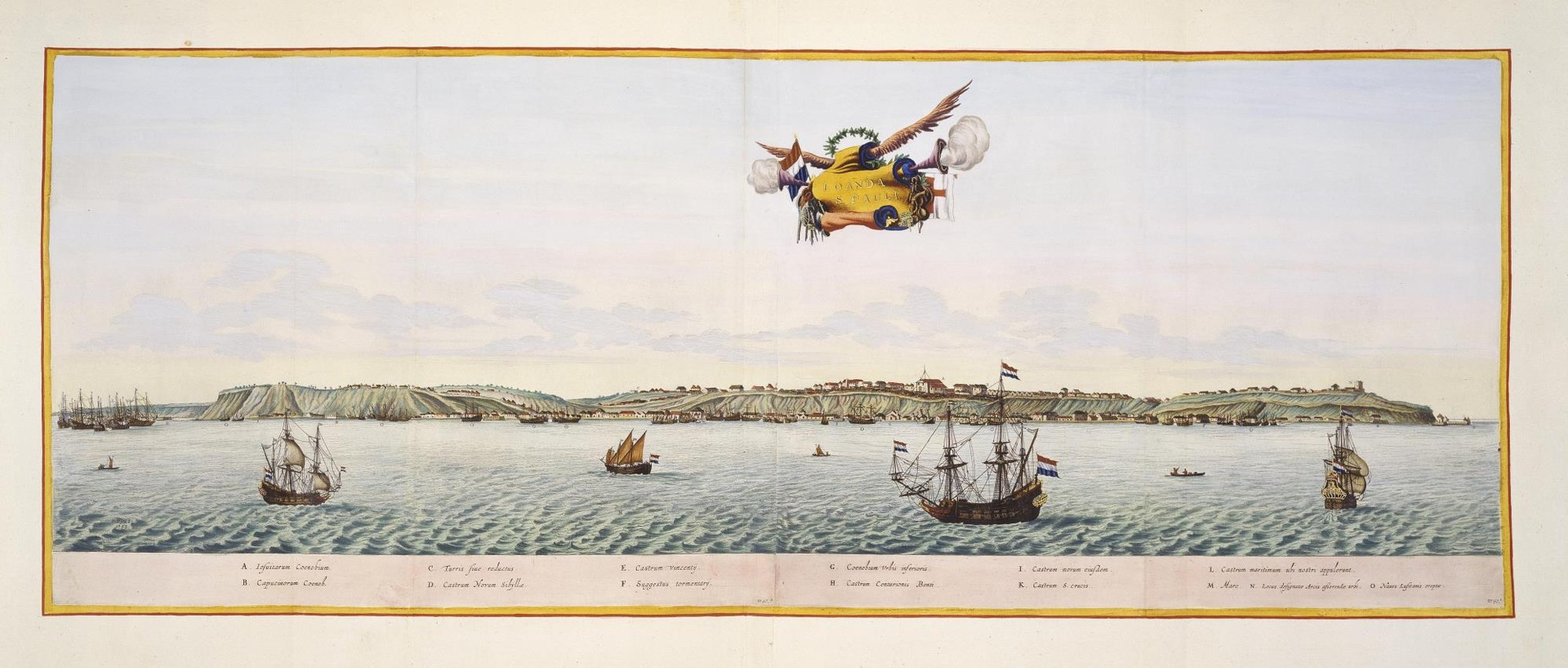
Conquête de Luanda par Cornelis Jol, 1641

Dans le contexte de la guerre néerlando-portugaise et de la Guerre de Restauration (Portugal), les troupes de la Compagnie néerlandaise des Indes occidentales débarquent à Luanda, semant la panique dans la ville. Le gouverneur Pedro César de Meneses, sans forces suffisantes pour faire face à l'ennemi, ordonna le retrait des Portugais, qui eut lieu le lendemain, vers les fortifications à l'intérieur du territoire.
La période de domination néerlandaise de l'Angola a commencé, ce qui a apporté de grandes difficultés aux Portugais, notamment au Brésil. La colonie portugaise d'Amérique fut la plus grande bénéficiaire de la traite des esclaves, indispensable pour maintenir en activité les sucreries de la côte. Afin de contrer cette adversité et dans le but de reconquérir l'Angola, en expulsant les Hollandais, une expédition fut préparée. Salvador Correia de Sá e Benevides a été nommé pour la commander et accumuler le poste de Gouverneur d'Angola. La mission de Salvador de Sá parti pour l'Angola depuis sa ville natale, Rio de Janeiro en 1647, et a été financé par la Chambre des Conseillers de cette ville, qui pour l'exploit a reçu le titre de Bons Hommes de Porto de la part du roi Jean IV de Portugal.
À la suite de la guerre luso-congolaise de 1622, le royaume du Kongo rejoint la Compagnie néerlandaise des Indes occidentales contre l'Empire portugais en 1641, collaborant logistiquement à l'expulsion des Portugais de la région de Luanda. Cela le fait plonger tête baissée dans la Guerre néerlando-portugaise, progressant entre 1641 et 1643, lors des batailles de la Dembos et de la rivière Bengo. En 1647, le royaume du Kongo participera à la dernière campagne réussie contre les Portugais, dans la bataille de Combi.

## La planification
L'entreprise de reconquête a été entravée non seulement par la situation diplomatique particulière dans laquelle le Portugal s'est trouvé avant les Provinces-Unies, dans les Invasions néerlandaises au Brésil et les alliés en Europe, ainsi que les difficultés économiques auxquelles le Royaume était confronté, lors de la Guerre de Restauration, et la logistique impliquée.
Dans ce contexte, l'un des principaux intéressés, sinon le principal, était le puissant Salvador Correia de Sá. Pour cette raison, il a été chargé de reconquérir l'Angola sans impliquer le Portugal dans l'offensive, ce qui compromettrait la paix avec les Provinces-Unies.
En 1644, Correia de Sá est retournée au Brésil depuis Lisbonne. Il doit d'abord se rendre à Salvador, à Bahia, capitale du Brésil, le défendre en cas de besoin et se rendre à Rio de Janeiro, pour préparer l'expédition en Angola, qui serait dirigée par Francisco Souto Maior, gouverneur par intérim de la capitainerie.
À Rio de Janeiro, Correia de Sá prépara et envoya la flotte, mais Souto Maior mourut à Massangano ou à Cap Ledo, arrêté, avant de pouvoir restaurer la colonie. Après avoir dépêché la flotte, Correia de Sá retourna dans le royaume en tant que général de la flotte du Brésil, aux commandes de 22 navires, dont six galions construits à Rio de Janeiro.
Débarqué à Lisbonne en 1645, il dut prouver au Conseil d'outre-mer sa bonne conduite, puisqu'il fut déclaré à l'époque qu'il, lors de son passage par Salvador , a refusé de soutenir le gouverneur général António Teles da Silva dans un plan d'attaque contre le Recife hollandais. À Lisbonne, Correia de Sá a travaillé sur les plans de reconquête du nord-est du Brésil et de l'Angola, en qualité de conseiller du Conseil d'outre-mer.
Malgré la compréhension que la guerre devait être portée aux Néerlandais en Angola, il a été décidé de conclure un accord diplomatique pour la restitution des lieux occupés. Des années auparavant, Salvador avait défendu qu'un accord de ce type serait la solution, et l'action du Père António Vieira et de l'ambassadeur Francisco de Sousa Coutinho aux Provinces-Unies était basée sur cela à l'époque. Face au peu de progrès obtenus par la diplomatie, une intervention militaire semblait alors être la meilleure option tant au Brésil qu'en Angola.

### Flotte à Rio de Janeiro
Correia de Sá quitta Lisbonne le 24 octobre 1647, avec une petite escadre de six navires et le grade de gouverneur des Capitaineries du Sud. Les vrais pouvoirs qui lui sont attribués ne seront pas proclamés, ni déclaré qu'il part à la reconquête de l'Angola. Officiellement, les avantages d'un accord diplomatique continuent d'être prêchés.
Il arriva à Rio de Janeiro le 16 ou le 29 janvier de l'année suivante (1648), prenant en charge la flotte qui devait partir pour l'Angola, préparant les ravitaillements et complétant les garnisons des navires. Duarte Correia Vasqueanes, un parent de Correia de Sá, avait gouverné la capitainerie entre 1645 et 1648. À son arrivée à Rio, Correia de Sá prit en charge le gouvernement de la capitainerie entre janvier et mai 1648 et, durant cette période, se référa encore au gouverneur général, à Bahia, un navire de ravitaillement, et envoya trois navires avec du sel à l'île de Santa Ana, où les viandes pour le voyage devaient être préparées. Il a personnellement pris en charge les préparatifs de l'expédition.
Le 9 mai 1648, Correia de Sá réunit dans sa résidence de la ville de Rio de Janeiro les capitaines de mer et de guerre et les pilotes pratiques des galions et navires de la Marine. Après la réunion, Correia de Sá écrivit au souverain portugais rapportant les mesures prises : la flotte serait composée de 15 navires (quatre acquis à ses frais) avec 1 400 hommes, dont 900 débarquaient. Ils ont transporté des vivres pendant six mois. Le document mentionne les noms de tous les principaux dirigeants de l'Armada. Pour joindre les deux bouts, Correia de Sá a fait appel, dans la capitainerie, au patriotisme et aux intérêts des hommes les plus riches - à qui la perte de l'Angola a directement nui -, dépensant également généreusement son propre argent. Pour le financement, les habitants de Rio de Janeiro ont contribué 60 000 000 cruzados. Les ordres religieux ont également contribué à la dépense, notamment l'Ordre de São Bento. L'escadron partira le 12 mai et arrivera à Luanda en août. La place de Rio de Janeiro était peu garnie de soldats, de munitions de guerre, de pièces d'artillerie et de fournitures. C'est pourquoi, dans sa lettre au souverain, il demanda que des munitions, de la poudre à canon et de l'infanterie soient envoyées du Royaume vers les forteresses qui défendaient la ville, très exposée aux invasions des Néerlandais, déjà en situation difficile dans le Pernambouc.
Pendant ce temps, en Europe, en juin 1648, la paix fut célébrée entre les États généraux et l'Espagne, et quelques jours plus tard arriva la nouvelle de la victoire luso-brésilienne sur les Hollandais lors de la batailles des Guararapes, dans la Capitainerie de Pernambouc. Correia de Sá transmet au roi Jean IV et Luís Pereira de Castro, par lettre du 2 juillet 1648, qu'« après Guararapes , battre les Hollandais commençait à paraître possible ». Pendant ce temps, dans le royaume, le père António Vieira continuait à prêcher un accord diplomatique, croyant que l'Angola était perdu, ne sachant pas que Correia de Sá était déjà en route pour l'Angola.

### Départ pour l'Angola
L'armada de Correia de Sá partit de Rio de Janeiro fin mai 1648, convoyant et protégeant, jusqu'à un certain point du voyage, la flotte sucrière à destination du Portugal. Leurs numéros apparaissent dans un document des Archives historiques coloniales, no 641, boîte no 2 - Rio de Janeiro. António de Oliveira de Cadornega, dans son História Geral das Guerras Angolanas, volume II, page 3, déclare qu'il y avait 12 navires et 1 200 hommes.
Une lettre du Père Jésuite António do Couto, adressée à son supérieur provincial, décrit en détail l'expédition à laquelle il faisait partie, indiquant que la cause du retard de Rio de Janeiro était la crainte d'une attaque hollandaise surprise contre la ville.
Un autre prêtre jésuite, João de Almeida, né en Angleterre et élevé au Brésil, où il était considéré comme un saint homme, écrivit cependant à Correia de Sá pour lui recommander de partir le mardi 12 mai, car c'est une journée dédiée aux anges, qui seraient contents de leurs armes.

## Batailles, sièges et escarmouches

### Reprise de Quicombo et Benguela-a-Velha
La flotte atteint Quicombo le 12 juillet 1648, sans rencontrer de garnison hollandaise ni de résistance indigène. Quelques jours plus tard, une tempête coûte la vie à 300 hommes, dont l'amiral Baltasar da Costa de Abreu. Les auteurs portugais commentent que jamais auparavant une entreprise aussi importante n'avait été entreprise avec des forces aussi réduites. La construction d'un fort dans l'anse de Quicombo (le Fort de Kikombo) permet d'établir des communications avec les Portugais de la région qui, depuis la perte de l'Angola, se sont réfugiés dans le Forte de Massangano .
Réalisant qu'ils ont pris Quicombo, les Néerlandais abandonnent les postes de traite de Benguela-a-Velha (aujourd'hui Porto Amboim), Leango et Pinda, de sorte qu'en seulement deux mois, l'Angola et São Tomé reviennent au domaine portugais.

### Siège naval de Benguela
La garnison hollandaise de Benguela se rend à deux navires portugais sous le commandement de Rodrigues Castelhano, et la ville est reprise sans tirer un seul coup de feu.

### Bataille de Luanda
Prenant prétexte des hostilités que les Néerlandais mènent contre les vestiges de l'ancienne garnison portugaise, Correia de Sá déclare qu'il s'agit d'une violation flagrante de la paix, ce qui l'autorise à leur demander satisfaction. Il se rend par mer à São Paulo de Luanda, où il accoste en août. Il propose aux Hollandais d'abandonner la ville occupée depuis sept ans. Il leur signifie les raisons de sa venue, ses motifs de plainte, déclarant que, comme ils ne respectent pas la paix, il ne se sent pas non plus obligé de cesser de la rompre, et donc qu'il exige qu'ils se rendent. Surpris par cette audace, les Hollandais jugent la puissance des assaillants plus grande qu'eux et demandent 8 jours pour prendre une décision. En réalité, ils veulent laisser le temps de regagner la ville aux 300 soldats, absents à l'intérieur du territoire en quête de ravitaillement. Salvador accorde seulement trois jours, et, le 14 août débarque, en sloops, à une demie-lieue de la ville, 650 soldats et 250 matelots, en laissant 180 sur les navires avec beaucoup de figures par le gréement et les pavois afin que, de loin, ils jugent que l'équipage des navires est beaucoup plus nombreux.
Les Hollandais, repoussés de tous les points extérieurs, se réfugient dans la forteresse de São Miguel de Luanda et dans le fort de Nossa Senhora da Guia, ayant abandonné en toute hâte le fort de Santo António, qu'ils n'ont pas eu le temps de bloquer le fonctionnement de plus de deux pièces d'artillerie sur les huit que possède alors le fort. Correia de Sá en profite, les joint à quatre demi-canons qu'il ordonne de débarquer, et forme une batterie qui commence à bombarder la forteresse, causant peu de dégâts, mais causant une grande terreur à la garnison hollandaise, étonnée de la vitesse à laquelle la batterie s'installe. Cependant, Correia de Sá comprend que le succès de la batterie va prendre du temps et, pressé par la nécessité d'empêcher l'ennemi de se renforcer, il ordonne, le lendemain (15 août), l'assaut des deux forteresses occupées par l'ennemi. Bien qu'imprudent, étant donné que les forteresses sont garnies de 1 200 soldats européens et d'autant d'Africains, l'assaut est victorieux. Après une première montée dans laquelle les assaillants sont repoussés, Correia de Sá ordonne aux forces de se regrouper, comptant 163 morts et 160 blessés, soit environ un tiers de ses troupes. Il s'apprête à ordonner un second assaut lorsque, avec surprise, il voit apparaître un parlementaire qui vient proposer une capitulation. Correia de Sá l'accepte immédiatement, accordant tous les honneurs militaires et l'amnistie demandés par l'ennemi pour ses partisans. La capitulation signée, le lendemain (16 août) laisse les deux forteresses, dont les murailles sont presque intactes, 1 100 hommes qui passent devant moins des 600 de l'armée assiégeante.

### Batailles contre Kongo, Ndongo et Jagas
Une fois les Hollandais expulsés, il reste à soumettre les royaumes africains qui leur ont succédé, à savoir principalement le royaume de Ndongo et le Royaume du Kongo. Les principaux sont les sujets de la reine Ginga, et Correia de Sá, ayant peu de forces, enrôle dans son armée de nombreux Français qui faisaient partie de la garnison hollandaise et étaient restés en Angola. Le royaume congolais, qui au début était important pour le succès de l'occupation néerlandaise de l'Angola, a montré peu d'efficacité dans les batailles depuis la bataille de Combi, en 1647, où ils sont vaincus par les Portugais.
Les Portugais ont déjà pris possession des forteresses depuis cinq jours lorsqu'un corps de 250 hommes arrive dans la ville, venant de l'arrière-pays, accompagné de plus de 2 000 guerriers jagas, sujets de la reine Njinga. Prévoyant une telle situation, Correia de Sá fait embarquer la garnison hollandaise de la ville sur trois navires, de sorte que les nouveaux arrivants, se trouvant seuls, capitulent également.
Les guerriers de la reine Njinga (1583-1663) refusent de se soumettre et lancent les plus grandes insultes aux Hollandais pour les avoir abandonnés. Ainsi, à l'approche de la fin des affrontements, le royaume Ndongo affronte tous les Européens sur le champ de bataille. Cependant, les Portugais, commandés par Bartolomeu de Vasconcelos, facilement, viennent à bout des troupes unies Ndongo-Jaga déjà fatiguées, et la reine Njinga est forcée de demander la paix. Ainsi prend fin le siège Ndongo et Kongo de Massangano (depuis 1641).

### Siège naval de São Tomé
Une flotte portugaise reprend également l'archipel de São Tomé-et-Principe après la reconquête de Luanda, forçant les Hollandais à battre en retraite, abandonnant toute artillerie.
Le siège est éminemment naval, car les Portugais, se préparant sur la côte de l'Ile de Príncipe, effraient tellement les Hollandais sur l'Ile de São Tomé que ceux-ci partent, laissant derrière eux artillerie et munitions.

## Conséquences
Salvador Correia est resté au gouvernement angolais pendant près de trois ans et demi. Pedro de Sousa de Castro, Luís de Miranda Henriques et Manuel Freire de Andrade ont été nommés, mais ont refusé.
La reconquête de l'Angola entraîne la réorganisation de l'approvisionnement en esclaves de Bahia, de Rio de Janeiro et, après l'expulsion des Hollandais, de la région nord-est du Brésil.
Salvador donne une impulsion à diverses mesures administratives, favorisant le développement de Luanda. 
En 1651 il part pour Rio de Janeiro, laissant Rodrigo de Miranda Henriques comme successeur. 
Pendant son office, en plus d'expulser définitivement les Hollandais, il domine les tribus africaines rebelles de l'intérieur et fait revivre les anciens royaumes de la région. Non seulement il récupère les territoires occupés, mais il reconstruit aussi les royaumes du Kongo, d'Angola et de Benguela, garantissant la main-d'œuvre nécessaire aux récoltes au Brésil. Il reconnecte les centres portugais de l'arrière-pays aux établissements côtiers et répand la foi catholique, impactée par la nouvelle croyance protestante. 
Grâce à ses présentations au Conseil d'outre-mer, les événements en Angola ont été bien suivis.
La victoire de Correia de Sá laisse un souvenir si vif dans la mémoire du peuple que, toujours en 1812, une fête est célébrée à Luanda en action de grâce pour la victoire du 15 août.

## Représentations dans la culture
- Pepetela décrit entre autres la Reconquête (ou Restauration) de l'Angola dans son livre de 1997 A Gloriosa Família, sur une famille néerlandaise résidant en Angola pendant et après la brève domination néerlandaise du territoire .